# Escudo de San Juan Despí
El escudo oficial de San Juan Despí tiene el siguiente blasonamiento:
Escudo embaldosado: de oro, un pino arrancado de sinople con un cordero pascual de plata (llevando el banderín de gules cargado de una cruz llena de plata, con el asta cruzada de plata) mirando atrás atravesado al tronco. Por timbre una corona mural de pueblo.

## Historia
Fue aprobado el 10 de abril de 1984 y publicado en el DOGC el 8 de junio del mismo año con el número 441.
El cordero de Dios es el atributo de Juan el Bautista, patrón de la localidad, que se desarrolló alrededor de la antigua capilla de San Juan (mencionada ya en 1002), la cual fue construida en el borde de un gran pino, que es el que dio nombre a la localidad (Sant Joan del Pi, que traducido sería San Juan del Pino). El pino, pues, es la señal hablando tradicionalmente, ya mencionado por primera vez en una descripción del escudo de 1789, el cual no representaba todavía el cordero pascual. En la puerta de la iglesia, además, había una imagen del escudo con San Juan y un pino a ambos lados.